# Pilgrims Society
La Pilgrims Society, littéralement « la société des pèlerins », née en 1902, est une organisation anglo-américaine qui, d'après les mots de l'homme politique américain Joseph Choate, a pour but de promouvoir la paix éternelle et l'entraide entre les États-Unis et le Royaume-Uni. Elle est connue pour organiser des dîners de bienvenue lorsqu'il y a des changements d'ambassadeurs anglais aux États-Unis ou d'ambassadeurs américains au Royaume-Uni. La société compte la reine Élisabeth II parmi ses mécènes.